# Суперкубок Португалії з футболу
Суперку́бок Португа́лії з футбо́лу (порт. Supertaça de Portugal) або Суперкубок Кандіду де Олівейра (порт. Supertaça Cândido de Oliveira) — одноматчевий турнір, у якому грають володар кубка Португалії та чемпіон попереднього сезону. У випадку, якщо кубок і чемпіонат виграла одна команда, то в суперкубку грають володар «дубля» та фіналіст кубка.
Суперкубок названий на честь засновника сучасного футболу в Португалії і головного тренера збірної Португалії з 1926 по 1929 рік — Кандіду де Олівейра.

## Переможці та фіналісти
Ця статистика не включає неофіційний розіграш у сезоні 1943-44.
| Клуб                | Переможці | Фіналісти | Переможні роки | Роки фіналів                                                                 |
| Порту               | 24        | 10        | 1981, 1983, 1984, 1986, 1990, 1991, 1993, 1994, 1996, 1998, 1999, 2001, 2003, 2004, 2006, 2009, 2010, 2011, 2012, 2013, 2018, 2020, 2022, 2024 | 1979, 1985, 1988, 1992, 1995, 1997, 2000, 2007, 2008, 2023                   |
| Бенфіка             | 10        | 13        | 1980, 1985, 1989, 2005, 2014, 2016, 2017, 2019, 2023, 2025                                                                                     | 1981, 1983, 1984, 1986, 1987, 1991, 1993, 1994, 1996, 2004, 2010, 2015, 2020 |
| Спортінг Л          | 9         | 4         | 1982, 1987, 1995, 2000, 2002, 2007, 2008, 2015, 2021                                                                                           | 1980, 2019, 2024, 2025                                                       |
| Боавішта            | 3         | 1         | 1979, 1992, 1997 | 2001                                                                         |
| Віторія (Гімарайнш) | 1         | 3         | 1988 | 2011, 2013, 2017                                                             |
| Брага               | -         | 4         | - | 1982, 1998, 2016, 2021                                                       |
| Віторія (Сетубал)   | -         | 2         | - | 2005, 2006                                                                   |
| Белененсеш          | -         | 1         | - | 1989                                                                         |
| Ештрела             | -         | 1         | - | 1990                                                                         |
| Бейра-Мар           | -         | 1         | - | 1999                                                                         |
| Лейшойш             | -         | 1         | - | 2002                                                                         |
| Уніан Лейрія        | -         | 1         | - | 2003                                                                         |
| Пасуш ді Фіррейра   | -         | 1         | - | 2009                                                                         |
| Академіка (Коїмбра) | -         | 1         | - | 2012                                                                         |
| Ріу Аве             | -         | 1         | - | 2014                                                                         |
| Авеш                | -         | 1         | - | 2018                                                                         |
| Тондела             | -         | 1         | - | 2022                                                                         |